# Kees Holierhoek

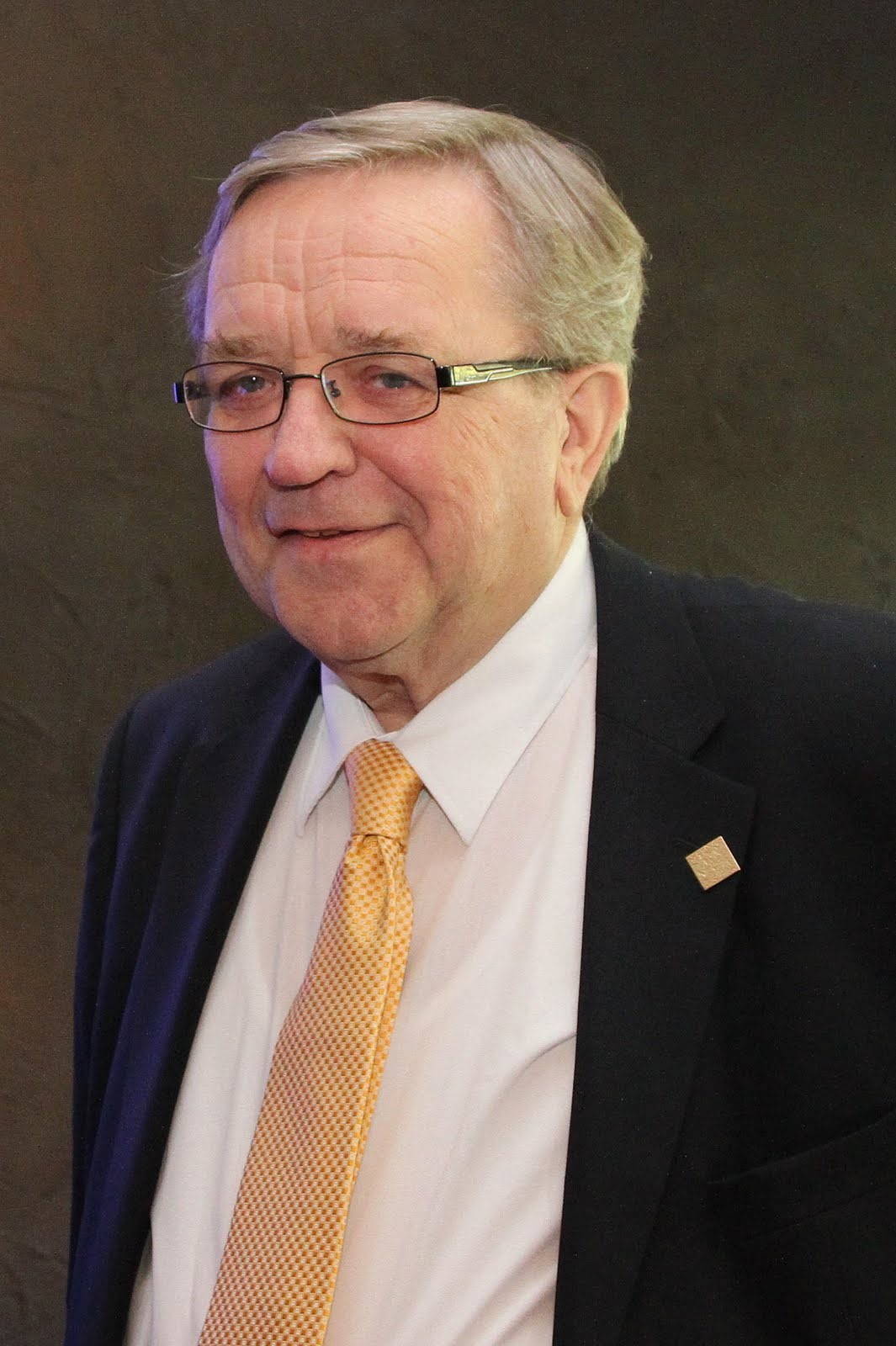
Kees Holierhoek

Cornelis Petrus Antonius (Kees) Holierhoek (Delft, 14 oktober 1941 – 23 september 2023) was een Nederlands schrijver van proza, toneelstukken, en scripts.
Holierhoek schreef vier afleveringen van de Nederlandse televisieserie Klaverweide, en werkte mee aan het script voor Soldaat van Oranje.
In 1964 won hij de Reina Prinsen Geerligsprijs voor Slow -quick -quick -slow, en in 1982 en 1984 de ANV-Visser Neerlandia-prijs voor zijn toneelstukken "Schaduw van het water", resp. "Ter dood veroordeeld". In 1986 werd hem de Edmond Hustinxprijs voor toneelschrijvers toegekend, samen met René Verheezen.
Hij was tussen 1986 en 2016 voorzitter van de Stichting Lira en initieerde daar o.a. de Lira Scenarioprijs die sinds 2016 naar hem vernoemd is. Kees Holierhoekscenarioprijs.  Daarnaast is hij voorzitter van de Stichting Rechtshulp Auteurs geweest, en vicevoorzitter van de Stichting Reprorecht.
Op 26 april 2002 werd hij Ridder in de Orde van Oranje-Nassau.
In 2009 kreeg hij opnieuw de ANV-Visser Neerlandia-prijs, nu voor zijn inzet voor de belangenbehartiging van drama- en scenarioschrijvers en andere auteurs in Nederland.

## Levensloop

### Studie en werkzaamheden
Kees Holierhoek werd geboren in Delft in 1941. Hij behaalde daar in 1960 zijn gymnasium alpha diploma aan het Sint Stanislas college. Hij verhuisde naar Leiden om Nederlandse taal- en letterkunde te studeren aan de Rijksuniversiteit Leiden, waar hij in 1970 cum laude afstudeerde.
Reeds tijdens zijn studie publiceerde hij diverse verhalen en boeken en resulteerde een scenario in een korte film. Het eerste deel van zijn professionele leven produceerde hij enkele boeken, vele verhalen, maar vooral ook veel scenario’s, met name voor tv spellen, maar ook voor films, hoorspelen en toneelstukken. Hij kon met zijn gezin leven van de inkomsten van met name de tv spellen die hij schreef, maar ontdekte al snel dat er voor wat betreft de uitvoering van de auteursrechten bij dit relatief nieuwe medium in de praktijk nogal wat tekortkomingen waren. Mede hierdoor verplaatste zijn werkgebied zich veel meer richting belangenbehartiging van auteurs en auteursrechten.

### Privéleven
In 1966 trouwde hij met Maria Dorothea (Mieke) van Rijn (1944–2001) en ze kregen drie dochters. Hij is de broer van Jeanne Holierhoek, een Nederlands vertaler van Franse literatuur. Holierhoek overleed op 81-jarige leeftijd.

## Werkzaamheden

### Speelfilmscenario's
Reeds tijdens zijn studie schreef hij het scenario voor een korte film De worstelaar, die geregisseerd werd door studievriend Paul Verhoeven en geproduceerd door de Rijksvoorlichtingsdienst. 
Later schreef hij, samen met Gerard Soeteman het scenario voor Soldaat van Oranje, een film die tevens door Paul Verhoeven werd geregisseerd en in 1977 in Nederland in première ging.

### Literaire publicaties
Zijn eerste verhalenbundel kwam al in 1964 uit, ‘Hanen in de kloostertuin’. In 1968 kwam een kinderboek van zijn hand uit, Mark en de soldaten. Ook verschenen enkele van de verhalen uit de tv-serie Waaldrecht in een boek in 1973. Daarnaast schreef hij diverse verhalen in andere publicaties en twee gedichten.

### Toneelstukken
Tijdens zijn studie ging zijn eerste toneelstuk Als een kind in 1966 in première in Wageningen, gevolgd door Vingers van de macht een jaar later. Dit stuk is ook vertaald naar Zweeds en Deens en daar ook op het toneel gespeeld. In 1969 werd Guerilla ter gelegenheid van de Dies Natalis van zijn alma mater uitgevoerd in de Leidse Schouwburg. In 1971 schreef Holierhoek ook Fietsen in het donker, dat in 1977 voor het eerst werd opgevoerd.

### Hoorspelen
Voor AVRO radio schreef hij in 1964 zijn eerste hoorspel, Opstand dat in 1965 werd uitgezonden. Hierna volgde nog diverse hoorspelen. In de jaren 70 waren er De man van Hilaria, Het lied van de spoorwegen en diverse hoorspelen die bewerkingen waren van de afleveringen van de tv-serie Waaldrecht. In de jaren 80 volgden nog: Blonde engelen, In gesprek met Jean-Paul Sartre en De reis, dat de Nederlandse inzending was voor de Prix Italie in 1987.

### Tv-spelen en tv-series
Na het voltooien van zijn studie, viel zeer veel van zijn werk in deze categorie, scenario’s voor Tv-spelen en tv-series, waarvan met name de series Waaldrecht (1973) en Klaverweide (1975) succesvol waren. 
Voor Waaldrecht schreef hij de afleveringen: Jubileum, Duiken, De weg terug en Een schuilplaats voor Sonja. Vervolgens schreef hij het ontwerp voor Klaverweide en de afleveringen In harmonie en vrede, Kuipers en zoon, Hoogbouw, Drie stappen terug, De strijd om het bestaan, Dochters en Met vallen en opstaan. Ook schreef hij Een hemel op aarde.
In 1977 kwam er een vervolg op de eerste reeks van Klaverweide en schreef hij de eerste drie afleveringen: Een voorgenomen huwelijk, Geen vage toestanden en Een vent van beton.
In 1979 werd een tv-spel van zijn hand door de VARA uitgezonden: Met vakantie.
In 1981 werden diverse afleveringen van zijn hand van de serie de Lemmings uitgezonden, te weten Een nieuwe woning, een nieuw bestaan, Gescheiden wegen, en Kiezen of delen. Ook werden er twee losse tv-spelen uitgezonden: Verdachte omstandigheden en Onvoltooid verleden. 
Hierna volgende nog Turkse aarde, Hollandse bodem (1982), De schaduw van het water over de watersnoodramp van 1953 (1983), Harry Pizzicato (1984) en Nos ta bai Ulanda (we gaan naar Holland) en Geschreven portret, beide in 1985. 
Begin jaren negentig werden nog twee door hem geschreven afleveringen uitgezonden: Het volle leven, een zelfstandige aflevering in de BRTN serie Made in Vlaanderen en Suite voor het personeel, een aflevering in de serie Suite 215.

## Belangenbehartiging van auteurs en auteursrechten
In de loop der jaren van zijn actieve schrijversleven, was hem duidelijk geworden dat er nogal wat tekort schoot in de toepassing van auteursrechten en in de loop der tijd verplaatste zijn werkveld zich steeds meer richting de belangenbehartiging van auteurs en schreef hij vele artikelen over auteursrechten en richtte op en bestuurde hij diverse stichtingen en organisaties die hier voor noodzakelijk bleken. Hij werd bijvoorbeeld secretaris en penningmeester van de stichting het Schrijvershuis eind jaren 70 tot begin jaren 80 en was vice-voorzitter van de stichting Reprorecht van 1989-1990 en 2001-2013. Maar een van zijn grootste bezigheden was zijn voorzitterschap van de stichting Lira vanaf de oprichting in 1986 tot hij met veel werkzaamheden stopte toen hij 75 was eind 2016. 

Toen hij bijna 75 was en naar buiten bracht dat hij met veel functies ging stoppen, kon er nog deze opsomming worden gemaakt van functies die hij op dat moment nog bekleedde:
“Het is nogal een lijst van functies die Kees Holierhoek bekleedt: voorzitter Stichting Lira, voorzitter Stichting Lira Fonds, voorzitter Stichting Cedar, voorzitter Stichting Contractenbureau, voorzitter Stichting Rechtshulp Auteurs (SRA), voorzitter Secties Geschriften en Multimedia van Stichting Leenrecht, penningmeester Stichting Pensioenfonds der Vereniging van Schrijvers en Vertalers, penningmeester Stichting Onderhandelingen Leenvergoedingen, penningmeester en secretaris Stichting Leenrecht, lid Commissie van belanghebbenden bij het VOI©E-keurmerk voor cbo’s, voorzitter Stichting Dramaastricht en voorzitter Stichting Auteursraad.”

## Eerbetoon
In de loop der jaren heeft hij veel prijzen voor zijn werk mogen ontvangen. Met een eerdere versie van zijn eerste boek Hanen in de kloostertuin, toen nog onder de naam slow-quick-quick-slow en andere verhalen, won hij de Reina Prinsen Geerlingsprijs in 1964.
In 1965 won hij een tweede prijs in een VARA-prijsvraag voor korte verhalen, voor het verhaal De Gekkenberg.
In 1971 won hij de Visser-Neerlandia prijs voor zijn toneelstuk De kerken van Normandie. In 1982 wond hij deze prijs wederom, nu voor het tv-spel De schaduw van het water en in 1984 voor een toneelstuk Ter dood veroordeeld.
In 1986 werd zijn gehele oeuvre beloond met de Edmond-Hustinxprijs. In 1990 ontving hij uit handen van de staatssecretaris van justitie mr. Aad Kosto de auteursrechtprijs 1990. In 2002 werd hij benoemd tot Ridder in de orde van Oranje-Nassau.
In 2009 ontving hij ook de Gouden Krulstaart voor Bijzondere Verdiensten van het Netwerk Scenarioschrijvers en de ANV-Visser Neerlandia-prijs voor het behartigen van de belangen van schrijvers in Nederland. 
In 2017 werd er door het bestuur van de stichting Lira een Kees Holierhoek Scenario prijs ingesteld